# لخوالقة (الحافات)
لخوالقة هو دُوَّار يقع بجماعة ميات، إقليم قلعة السراغنة، جهة مراكش آسفي في المملكة المغربية. ينتمي الدوّار لمشيخة الحافات التي تضم 10 دواوير. يقدر عدد سكانه بـ 1090 نسمة حسب الإحصاء الرسمي للسكان والسكنى لسنة 2004.

## روابط خارجية
- البوابة الوطنية للجماعات الترابية نسخة محفوظة 12 مارس 2018 على موقع واي باك مشين.
- المندوبية السامية للتخطيط